# دانكونا
ألساندرو دانكونا ولد في 20 شباط 1835 في بيزا وتوفي في 8 تشرين الثاني 1914 في فلورنسا ، هو مؤرخ، سياسي وناقد للأدب الإيطالي. كتب بحثاً جيداً[وفقًا لِمَن؟] اسمه «أسطورة محمد في الغرب».